# Psammotettix kaszabi
Psammotettix kaszabi är en insektsart som beskrevs av Dlabola 1961. Psammotettix kaszabi ingår i släktet Psammotettix och familjen dvärgstritar. Inga underarter finns listade i Catalogue of Life.